# پادره لاس کاساس (شیلی)
پادره لاس کاساس (به اسپانیایی: Padre Las Casas) یک منطقهٔ مسکونی در شیلی است که در استان کاتین واقع شده‌است. پادره لاس کاساس ۴۰۰٫۷ کیلومتر مربع مساحت و ۷۲٬۸۹۲ نفر جمعیت دارد و ۸۶ متر بالاتر از سطح دریا واقع شده‌است.